# 磁懸浮列車

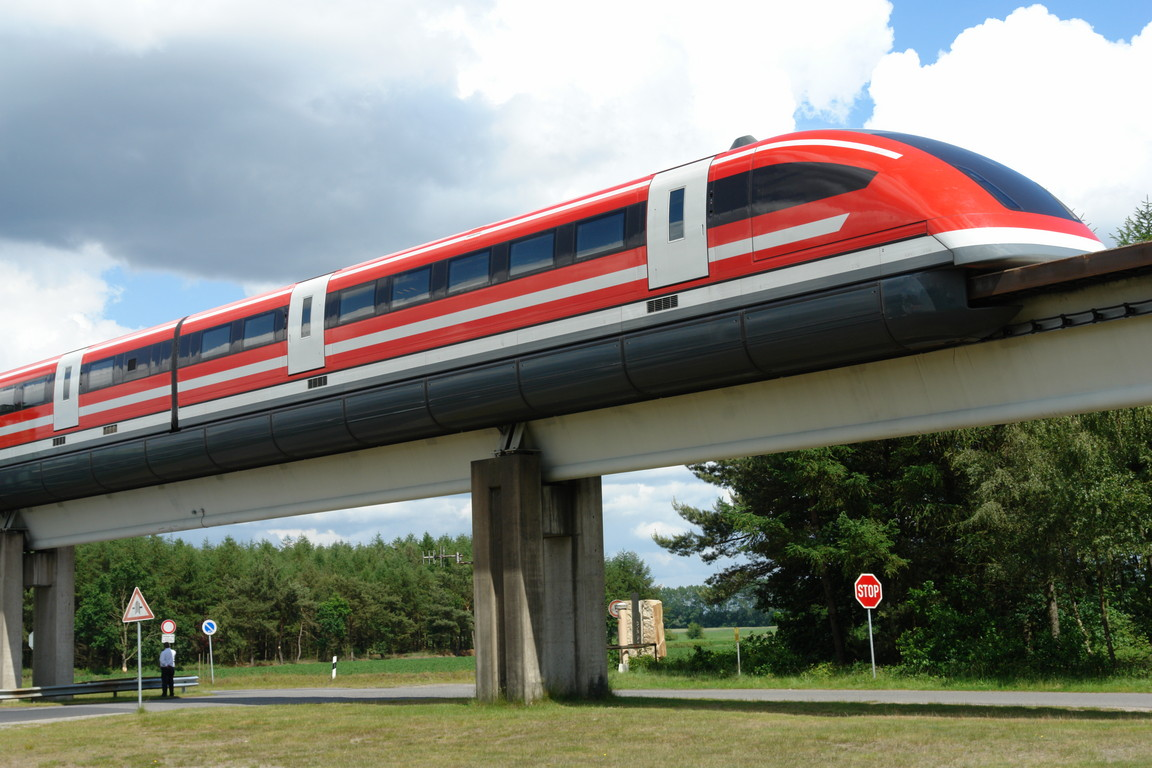
運行於西門子試驗段的磁浮列車

日本JR磁浮L0系高速列車（實驗）。2015年5輛編組）

磁浮列車（英語：Maglev，字源來自  的簡寫），是一種靠磁力（即磁鐵的排斥力和吸引力）來推動的列車。由於其軌道的磁力使之懸浮在空中，行進時不需接觸地面，因此其阻力只有空氣的阻力。磁浮列車的最高時速理論上可達每小時600公里以上，比輪軌高速列車的最高時速574.8公里更快。日本東海旅客鐵路公司最新型L0系高速列車是當前全球最快的列車，在山梨磁浮實驗鐵路試行時，達到時速603公里的超高速，目前日立及日本車輛製造所正在測試新型改良車頭，預計設計最高可達每小時635公里的高速，該車型也於2020年以最高時速500公里的速度提供民眾試乘。另外，儘管磁浮在一般人印象中是高速列車的象徵，但除高速磁浮列車外，還有中低速磁浮列車，行駛時速最高約100公里左右，主要應用於城市軌道交通系統或機場聯絡軌道系統上，具有安靜、加速線性、爬坡能力佳、迴轉半徑小、保養成本相對較低等優點。
不過，由於磁浮列車在行駛時處於懸浮狀態，高速行進時的空氣擾動會使列車晃動較一般輪軌列車大，在乘坐舒適感上大打折扣。
磁浮技術的研究源於德國，早在1922年德國就提出了電磁懸浮原理，並於1934年申請了磁浮列車的專利權。1970年代以後，隨著世界工業化國家經濟實力的不斷加強，為提高交通運輸能力以適應其經濟發展的需要，德國、日本、美國、 加拿大、法國、英國、中華人民共和國、蘇聯等國家相繼開始籌劃進行磁浮運輸系統的開發。而美國和蘇聯則分別在1970年代、1980年代放棄了這項研究計劃，目前只有德國、日本和中華人民共和國仍在繼續進行磁浮系統的研究，並均取得了令世人矚目的進展。它速度快，运行安全、平稳舒适、低噪音，可以实现全自动化运行。
世界上首條商業營運的磁浮列車線路是1984年英國伯明翰磁浮，但是速度不快，已經於2003年拆除，更換為纜索式系統後重新營運，第二條德國柏林的M-Bahn高速磁懸浮則是體驗之用。而當前中華人民共和國上海市的上海磁浮示範營運線是世界上唯一一條商業營運的高速磁浮列車線路（通常指時速大於250公里）、也是第三條磁浮列車線路（2002年），目前處於營運中的五條商業磁浮列車線路之一，不過另四者為中低速磁浮列車，分別為日本愛知縣的東部丘陵線、韓國仁川廣域市的仁川機場磁浮線、中華人民共和國长沙市的长沙磁浮快线及中華人民共和國北京市的北京地鐵S1線。
上海磁浮之前的伯明翰磁浮和柏林磁懸浮都早已停駛。聖地亞哥機場、慕尼黑機場等磁浮項目均因資金問題而取消，而日本中央新幹線依舊還在興建中。
此外，上海磁浮的虧損、電磁輻射污染、噪音污染、延伸線的停工等問題也是關注和爭議的焦點。

## 歷史

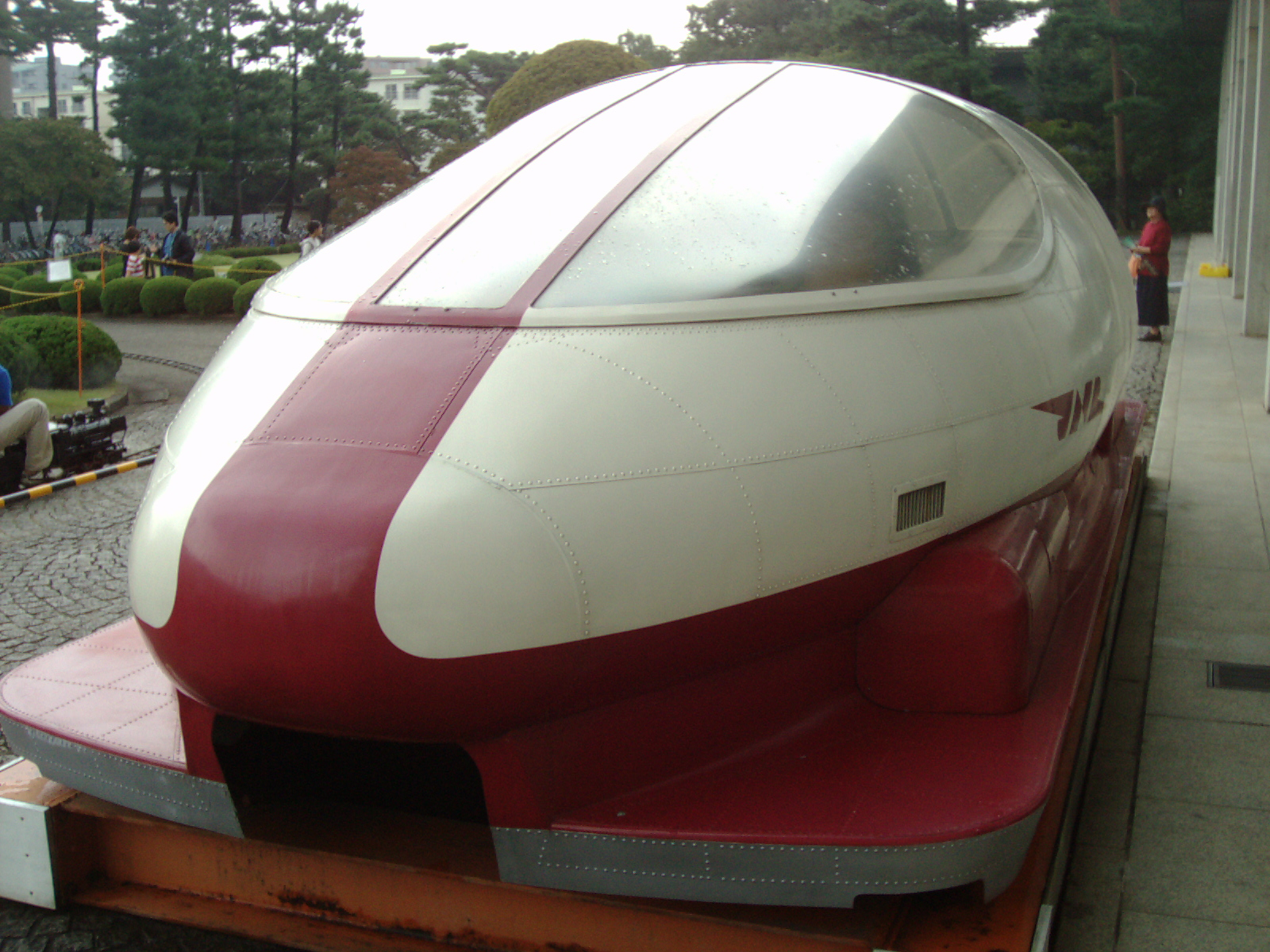
1972年日本ML100概念車

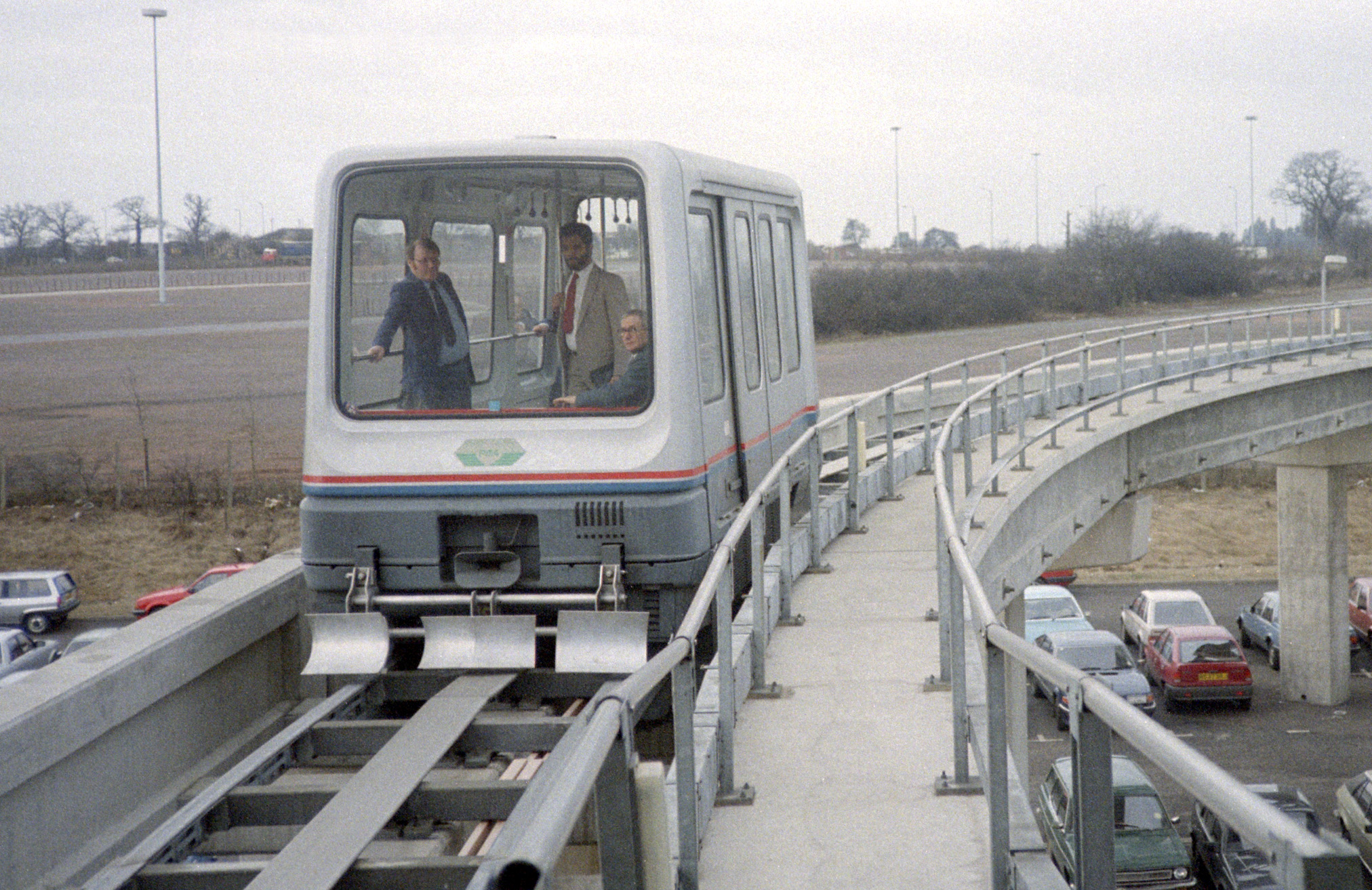
世界上首條商業運行的磁浮鐵路，位於英國伯明翰，1984年開通運營，1995年停運

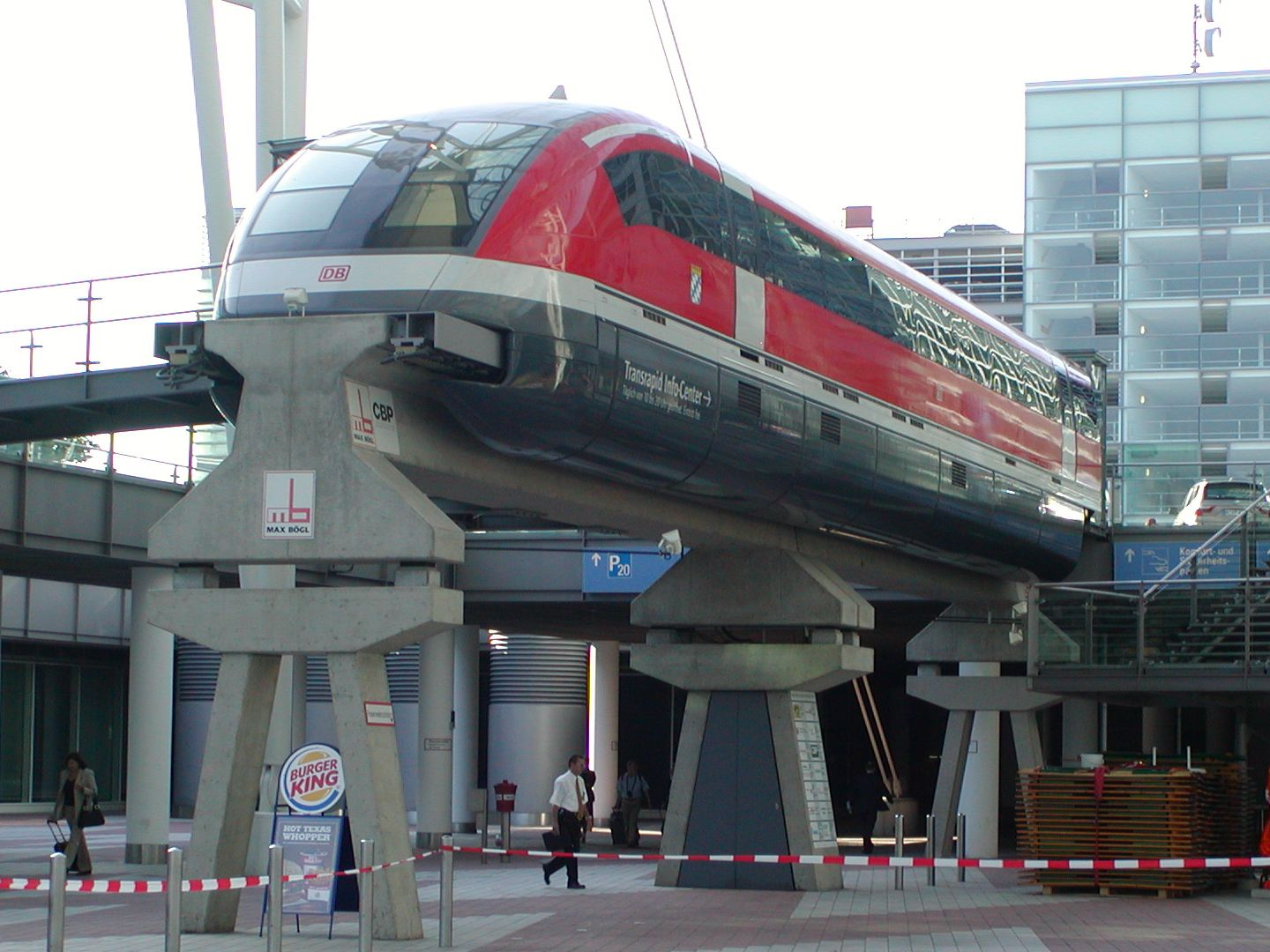
1989年德國Transrapid 07概念車

英國的伯明翰國際機場曾於1984年至1995年使用低速磁浮列車，线路全長600米。由於可靠性的問題，該線後來被缆车替代。
西德曾在80年代於柏林鋪設磁浮列車系統（M-Bahn）。該系統設有三個車站，長度1.6公里，用的是無人駕駛列車，於1989年8月開始試驗載客，1991年7月正式服務。由於柏林圍牆倒塌，該線於運行兩月後改為普通輪軌列車行走。
德國的Transrapid公司於2001年於中國上海浦東國際機場站至龍陽路站興建磁浮列車系統，並於2002年正式啟用。該線全長30公里，列車最高時速達430公里，由起點至終點站只需八分鐘。參見上海磁浮示範營運線。
日本現在的山梨縣試驗線使用低溫超導磁鐵，可允许在轨道和车体间有更大的縫隙，該線列車的最高速度達每小時581公里，成為新的世界紀錄。
2015年4月21日，日本東海鐵路公司宣布，公司最新型L0系高速磁浮列車，在山梨磁浮實驗鐵路載人行駛中，創下時速603公里的世界最高速度紀錄。預料列車在2027年投入運作後，東京到大阪，全長286公里(此为东京至名古屋段的长度）的路程只需40分鐘。

### 最高行駛時速歷史
- 1971年：西德，Prinzipfahrzeug，90 km/h
- 1971年：西德，TR—02（TSST（英语：Toshiba Samsung Storage Technology Corporation））—164 km/h
- 1972年：日本，ML100，60 km/h，（載人）
- 1973年：西德，TR04，250 km/h（載人）
- 1974年：西德，EET—01，230 km/h（無人）
- 1975年：西德，Komet，401.3 km/h（由蒸汽火箭推進，無人）
- 1978年：日本，HSST—01，307.8 km/h（由蒸汽火箭推進，日產汽車制造，無人）
- 1978年：日本，HSST—02，110 km/h（載人）
- 1979年12月12日：日本，ML—500R，504 km/h（無人）第一次突破500 km/h
- 1979年12月21日：日本，ML—500R，517 km/h（無人）
- 1987年：西德，TR—06，406 km/h（載人）
- 1987年：日本，MLU001，400. km/h（載人）
- 1988年：西德，TR—06，412.6 km/h（載人）
- 1989年：西德，TR—07，436 km/h（載人）
- 1993年：德國，TR—07，450 km/h（載人）
- 1994年：日本，MLU002N，431 km/h（無人）
- 1997年：日本，MLX01，531 km/h（載人）
- 1997年：日本，MLX01，550 km/h（無人）
- 1999年：日本，MLX01，548 km/h（無人）
- 1999年：日本，MLX01，552 km/h (載人/5輛編組) 健力士世界紀錄認可
- 2003年：中國，Transrapid SMT（英语：Transrapid）（德國提供技術所建設，第一条商业运行路线），501.5 km/h
- 2003年：日本，MLX01，581 km/h（載人/3輛編組）健力士世界紀錄認可[9]
- 2015年：日本，L0，590 km/h（載人/7輛編組）
- 2015年4月：日本，L0，603 km/h（載人/7輛編組）[7][8]

## 種類

相吸型構造簡圖
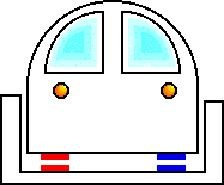
相斥型構造簡圖

依據永久磁鐵同極相斥、異極相吸的原理，目前磁浮也分為這兩類：
- 相吸型：為EMS（電磁力懸浮（英语：Electromagnetic suspension）或常導型懸浮）技術，藉由磁鐵吸引力使車輛浮起來，路線外表類似單軌鐵路。車輛的兩側下部向導軌的兩邊環抱，內翻部分裝有磁力強大的電磁鐵，導軌底部設有鋼板。鋼板在上，電磁鐵在下。所謂電磁鐵，就是一個金屬線圈，當電流流經線圈時，能產生磁力吸引鋼板，因而車輛被向上抬舉。當吸引力與車輛重力平衡，車輛就可懸浮在導軌上方的一定高度上。改變電流，也就改變磁感应强度，使懸浮的高度得到調整。德國Transrapid即是屬於此類型，稱做常導體磁浮列車。
- 相斥型：為EDS（電動力懸浮（英语：Electrodynamic_suspension）或超導型懸浮）技術，藉由磁鐵排斥力使車輛浮起來，路線外表類似高速鐵路。當列車向前進時，車輛下面的電磁鐵就使埋在軌道內的線圈中感應出電流，使軌道內線圈也變成了電磁鐵，而且它與車輛下的磁鐵產生相斥的磁力，把車輛向上推離軌道。一旦發動很快就可以加速到時速50公里，行駛50至60公里的距離後就會在軌道上浮起來。沿著地面越“跑”越快，目前最高時速可達603公里（理論上還可以繼續超越下去）。日本JR磁浮即是屬於此類型，稱做超導體磁浮列車[註 1]。另有永磁性EDS（Inductrack），2007年在中國大陸遼寧省大連市雖有開發雛形，但現今已無下文[12]。

## 優點和缺點

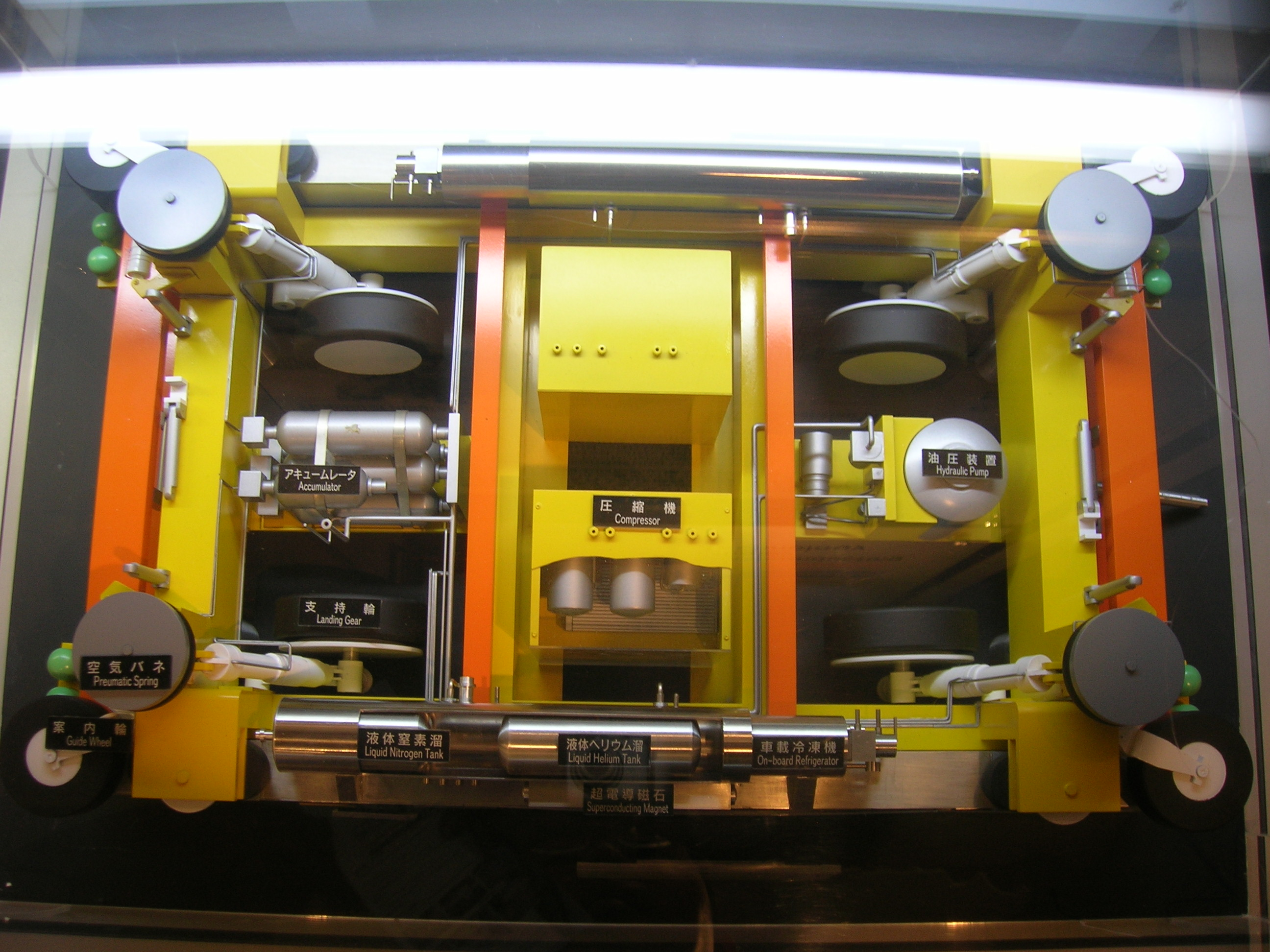
日本MLX01-2 超導電磁轉向架

|                                 | | |  |      |  |
| 技術                            | | 優點 |  | 缺點 |  |
|                                 | | |  |      |  |
| EMS （電磁力懸浮 或常導型懸浮） | 列車內外的磁場較電動力懸浮低。技術上時速可達500公里。沒有車輪或二級推進系統需要。造價成本低廉。 | 列車與軌道之間分離，兩者之間的電磁吸引力容易不穩定，必須不斷透過電腦系統進行監測和糾正以免發生碰撞。由於系統固有的不穩定性和外部系統需要不斷修正，振動可能會導致系統出現問題。 |  |      |  |
|                                 | | |  |      |  |
| EDS （電動力懸浮 或超導型懸浮） | 內建磁鐵大幅度使用於列車與軌道，技術上時速可達603公里，比電磁力懸浮還要更快，且具備高負載的能力。已於2005年12月證明使用廉價的液態氮冷卻高溫超導磁體，能成功在船上操作。                                 | 強大的磁場令列車上的乘客無法使用心律調節器或磁性數據儲存裝置（如硬碟及信用卡），因此需要使用磁屏蔽。軌道的誘導性會限制列車的最高速度，列車必須有輪作低速運行。造價成本昂貴。   |  |      |  |
|                                 | | |  |      |  |
| 永磁性EDS （Inductrack）        | 有故障安全防護懸吊系統，磁鐵不需電力供給；磁場固定在列車的下面；能在低速時（大約5 km/h）產生足夠的磁場使磁浮列車懸浮；停電時列車會逐漸減速以保障安全；Halbach array永久磁鐵比電磁鐵可能更符合成本效益。 | 在列車停止時，仍需要輪或軌道的一段繼續運動。 |  |      |  |

## 現存系統
磁浮技术分为轨道、车辆、牵引、运行控制四大系统，有16项核心技术。韩国、德國、日本與中國為世界上目前有磁浮列車試驗或營運路線的國家。

### 營運中

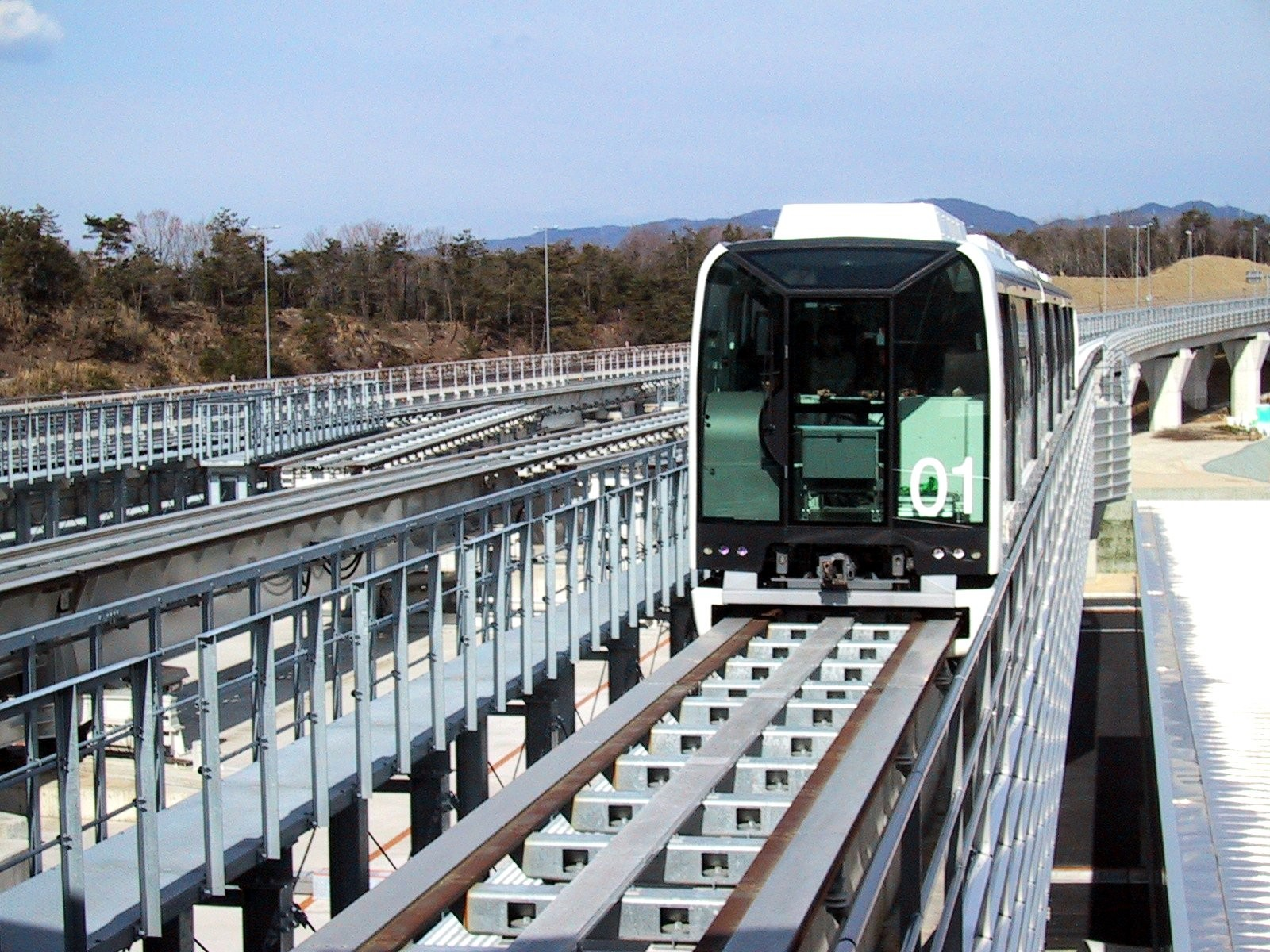
東部丘陵線
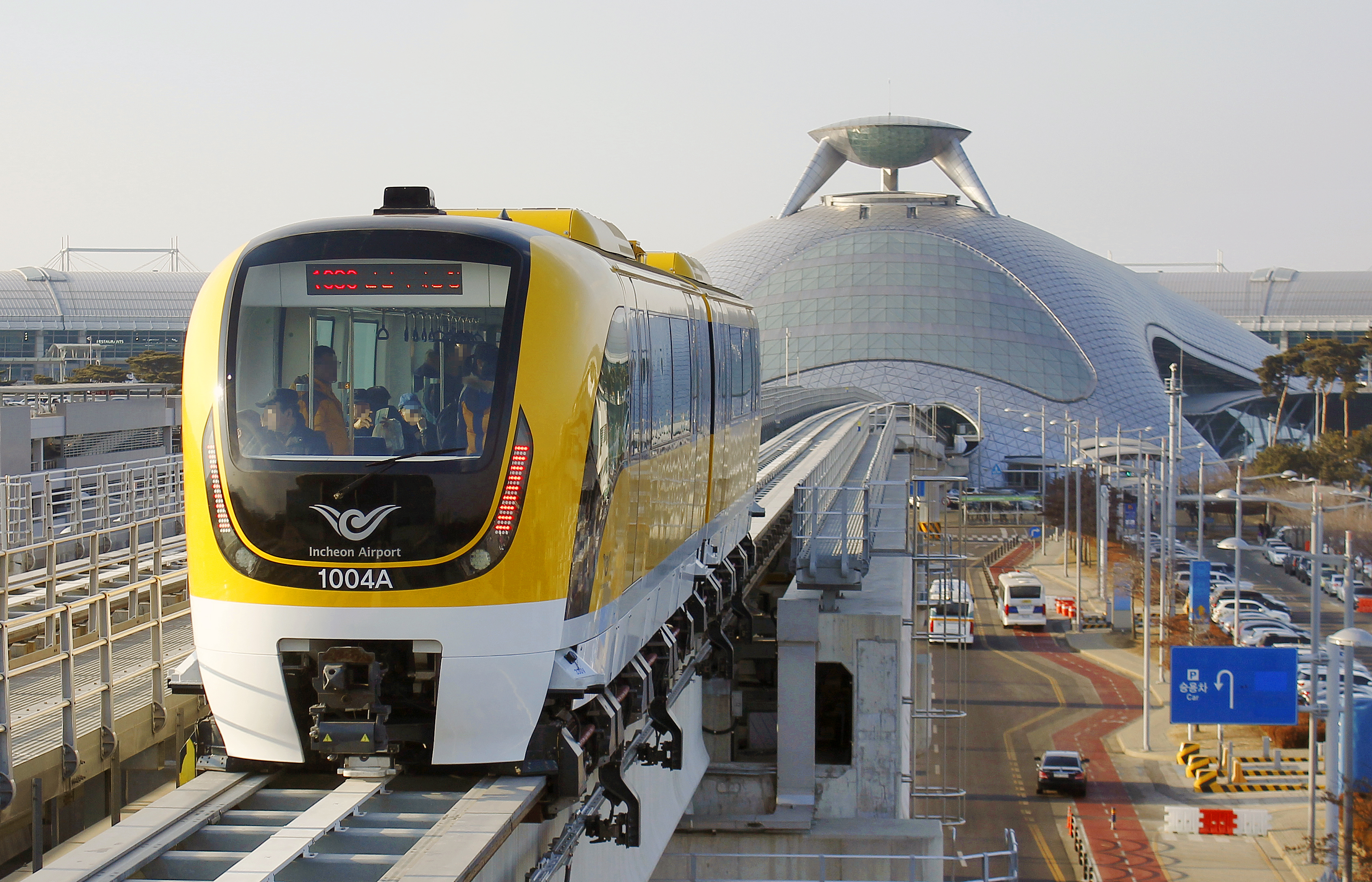
仁川機場磁浮線
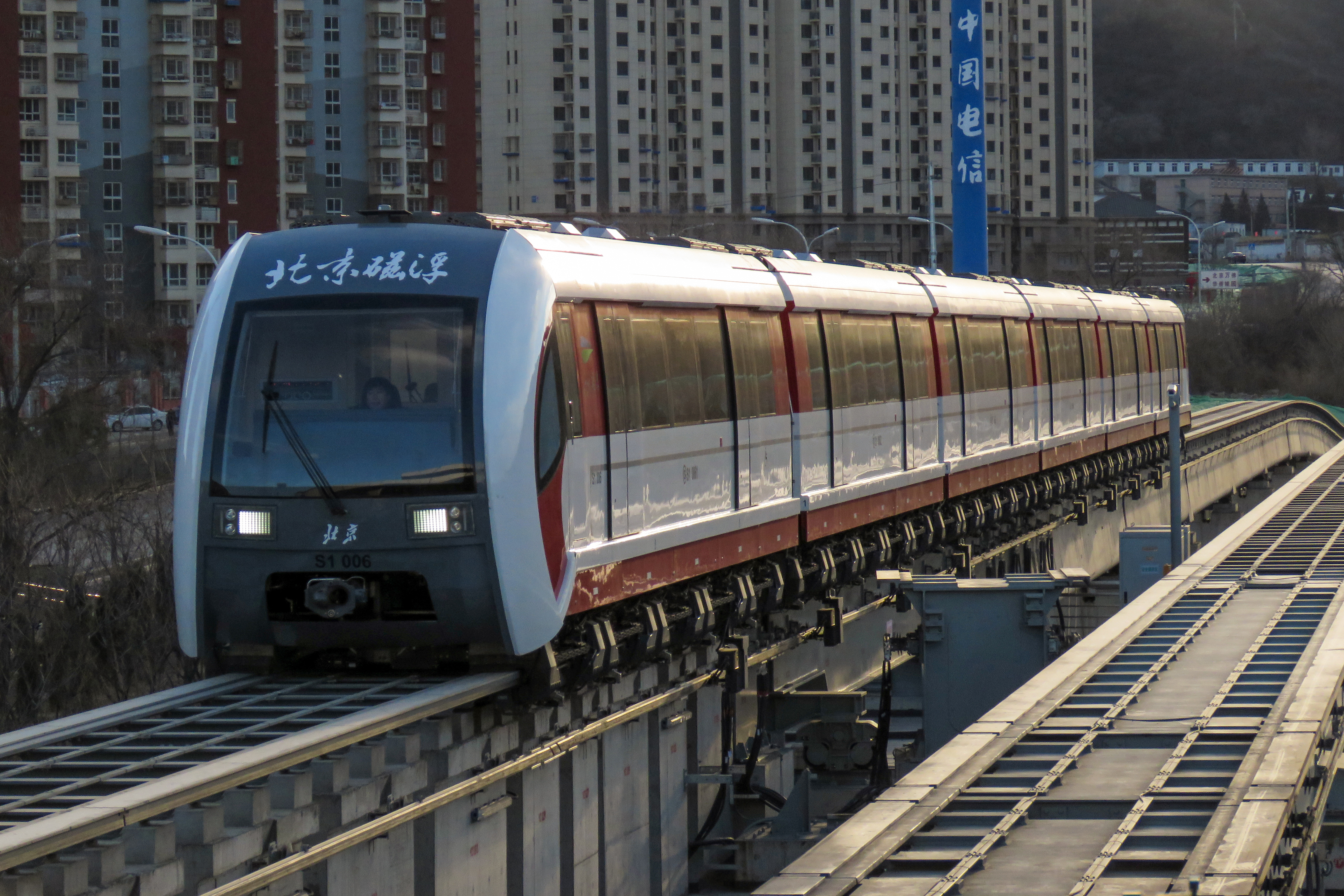
北京地鐵S1線
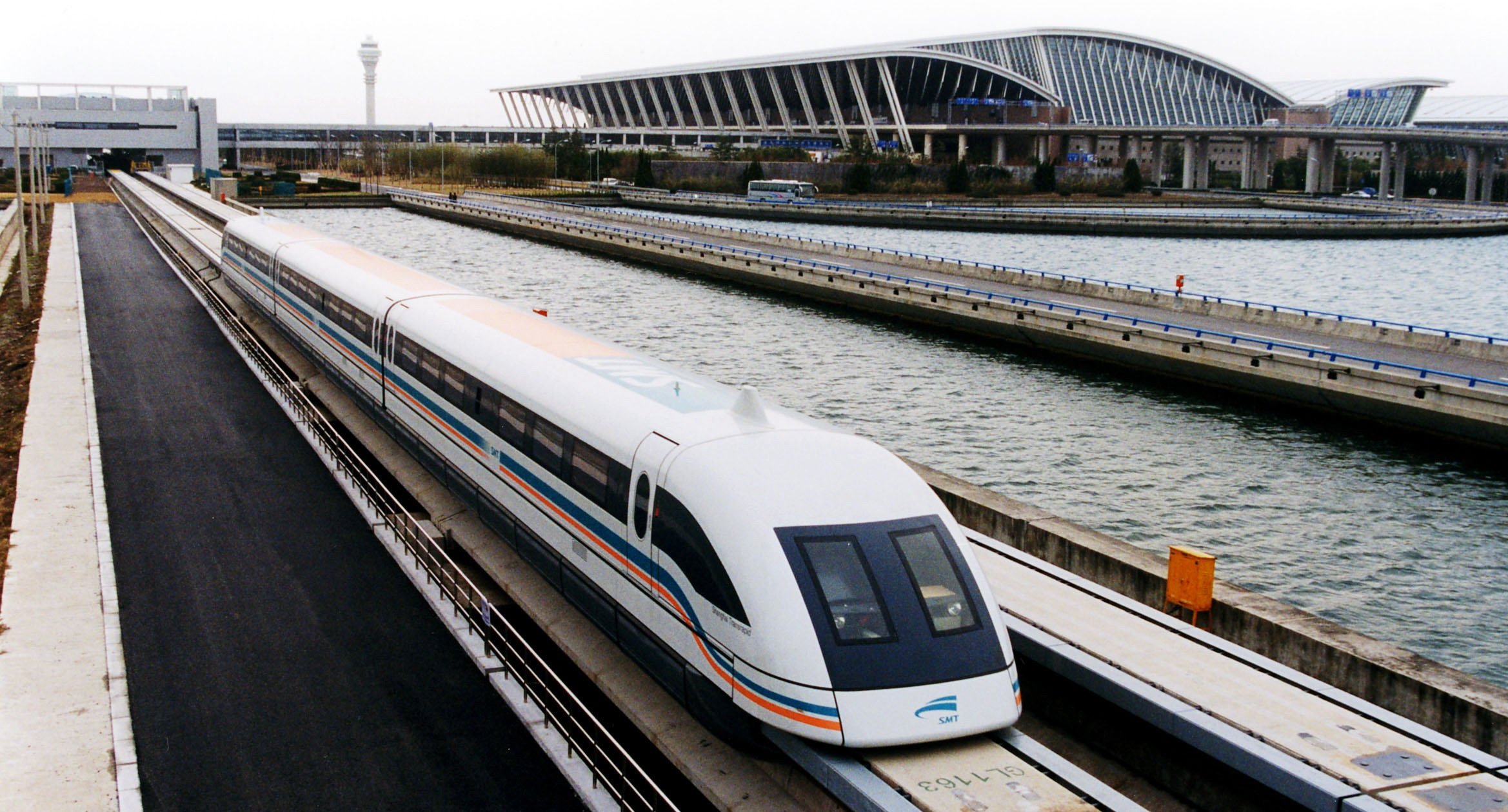
上海磁浮示范运营线
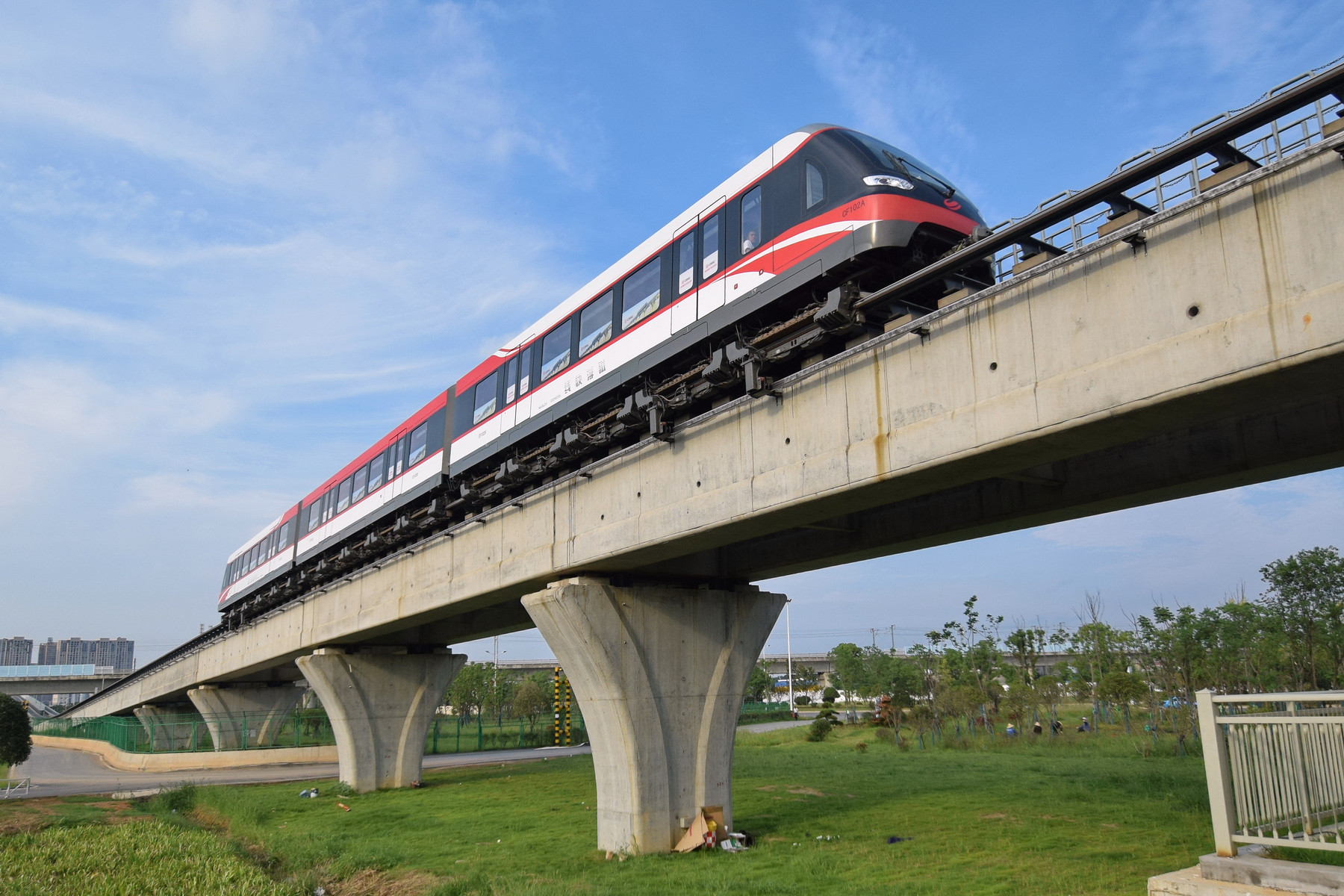
长沙磁浮快线

- 中國大陸上海磁浮示范运营线
- 中國大陸长沙磁浮快线
- 中國大陸北京地鐵S1線
- 中國大陸凤凰磁悬浮
- 中國大陸清远磁悬浮[19]
- 日本東部丘陵線

### 興建中
- 美國老道明大學
- 美國佐治亞州Powder Springs：AMT Test Track
- 美國加州聖巴巴拉：Applied Levitation/Fastransit Test Track
- 巴基斯坦卡拉奇/拉瓦爾品第/瓜達爾
- 日本中央新幹線

### 測試中
- 美国聖地牙哥
- 德国埃姆斯蘭縣：Transrapid擁有31.5公里的軌道，定期運行的速度最高達420公里每小時。
- 日本JR磁浮：日本研發超導體磁浮列車由東海旅客鐵道（JR東海）和鐵道總合技術研究所（JR總研）主導。首列實驗列車JR-Maglev MLX01從1970年代開始研發，並且在山梨縣建造了五節車廂的實驗車和軌道。在2003年12月2日最高速達到581km/h（361 mph）。在2015年更創下了603km/h（375mph）的速度，創下有車廂車輛的陸地極速。
- 美国聯邦運輸管理局（FTA）城市磁浮技術示範（UMTD）計劃
- 中國中車青島四方600公里磁浮試驗列車，樣車於2020年12月底在青岛编组完成。2021年7月20日，600公里高速磁浮交通系统在青岛亮相[20]。
- 西南交通大学研发的高溫超導高速磁懸浮工程樣車與配套驗證段試驗線[21]
- 2022年3月10日，中车株洲电力机车有限公司党委书记、董事长周清和透露，中國自主研發的首列商用磁浮3.0列车在同济大学高速磁浮试验线上完成相关试验和系统联调联试。[22]

## 規劃中系統

### 澳洲悉尼—伊拉瓦拉磁浮提案
有一個磁浮列車建議在悉尼和卧龙岗市之間。

### 西雅圖—溫哥華國際磁浮（美國）
西雅圖—溫哥華國際磁浮是I-5的擴展計劃的延長部分，但美國政府已安排分開興建，不過加拿大政府並沒有接受這些建議。雖然目前已有進一步的研究要求，但資金方面至今尚未同意。

### 巴爾的摩—華盛頓磁浮（美國）
一個64公里項目提議連接巴爾的摩市中心和巴爾的摩/華盛頓國際機場，目的是解決區內目前的交通擠塞問題。

### 賓夕凡尼亞州計劃（美國）
賓夕凡尼亞州的高速磁浮列車項目是由匹茲堡國際機場到Greensburg，中間停在匹茲堡市中心和門羅維爾。這個項目最初是人口約240萬人在匹茲堡圈。巴爾的摩提案與匹茲堡提案獲得聯邦9000萬美元的撥款。該項目的目的是要知道磁浮系統能否正常在一個美國城市運行。

### 聖迭戈機場（美國）
2006年，圣迭戈委託進行一項到聖迭戈國際機場的磁浮列車研究。SANDAG稱，這個是一個“機場無航站楼”的概念，讓旅客可在聖迭戈的一個航站楼辦理登機手續，並乘坐懸浮列車到達機場並登上飛機。此外，磁浮列車將有可能收取優先運費。雖然目前已有進一步的研究要求，但資金方面至今尚未同意。

### 亞特蘭大—查塔努加（美國）
計劃中的磁浮列車的運行路線從哈茨菲爾德－傑克遜亞特蘭大國際機場貫穿亚特兰大，到達亞特蘭大的北郊，甚至可能延伸到田纳西州查塔努加。一旦建成，磁浮線路可能會成為目前亞特蘭大的地鐵系統MARTA的競爭對手。

### 德國磁浮試驗線
2007年9月25日，德国巴伐利亚州宣布將建立高速磁浮鐵路服務從慕尼黑市中心到慕尼黑國際機場。巴伐利亞州政府與德國鐵路和磁浮公司及西門子與蒂森克虏伯簽訂1.85億歐元（2.6億美元）的項目。
2008年3月27日，德國交通部長宣布，由於建設軌道成本的上升，該計劃已被取消。該計劃預估需要3.2至3.4億歐元。

### 雅加達—泗水（印尼）
計劃中建立一個683公里長之間雅加达—泗水的磁浮鐵路服務，它將會有7個車站，其中包括三寶壟。PT. Maglev Indonesia與法國國家鐵路公司，Transrapid Deutschland，和其他一些公司或許將於2010年正式開始建設。但目前沒有具體的規劃項目啟動中。

## 關聯项目
- 上海磁浮示范运营线
- 长沙磁浮快线
- 北京地铁S1线
- 滬杭磁浮线
- 德國磁浮試驗線碰撞事故
- 東部丘陵線
- 高速鐵路
- 軌道車輛速度紀錄
- 清远磁悬浮

## 外部連結
- 中國磁浮網站（簡體）
- The International Maglev Board
- 德國磁浮高速列車國際公司中國代表處 （页面存档备份，存于）（簡體）
- 西南交通大学超导技术研究开发中心（簡體）
- 財團法人鐵道總合技術研究所 （页面存档备份，存于）（日文、英文）
- 山梨リニアファンクラブ（日文）